# قبرستان‌آبادان
قبرستان آبادان مربوط به دوره قاجار است و در شهرستان ایرانشهر، بخش مرکزی، دهستان دامن، ۲ کیلومتری شرق روستای آبادان واقع شده و این اثر در تاریخ ۲۷ اسفند ۱۳۸۶ با شمارهٔ ثبت ۲۲۶۷۱ به‌عنوان یکی از آثار ملی ایران به ثبت رسیده است.